# Grumesnil
Grumesnil és un municipi francès situat al departament del Sena Marítim i a la regió de Normandia. L'any 2007 tenia 494 habitants.

## Demografia

### Població
El 2007 la població de fet de Grumesnil era de 494 persones. Hi havia 170 famílies de les quals 33 eren unipersonals (12 homes vivint sols i 21 dones vivint soles), 54 parelles sense fills, 75 parelles amb fills i 8 famílies monoparentals amb fills.
La població ha evolucionat segons el següent gràfic:
Habitants censats

### Habitatges
El 2007 hi havia 210 habitatges, 171 eren l'habitatge principal de la família, 33 eren segones residències i 5 estaven desocupats. 202 eren cases i 4 eren apartaments. Dels 171 habitatges principals, 113 estaven ocupats pels seus propietaris, 57 estaven llogats i ocupats pels llogaters i 1 estava cedit a títol gratuït; 10 tenien dues cambres, 29 en tenien tres, 49 en tenien quatre i 83 en tenien cinc o més. 145 habitatges disposaven pel capbaix d'una plaça de pàrquing. A 84 habitatges hi havia un automòbil i a 75 n'hi havia dos o més.

### Piràmide de població
La piràmide de població per edats i sexe el 2009 era:
| Homes | Edats   | Dones |
| ----- | ------- | ----- |
| 0     | 95 o +  | 0     |
| 0     | 90 a 94 | 0     |
| 4     | 85 a 89 | 4     |
| 4     | 80 a 84 | 12    |
| 12    | 75 a 79 | 8     |
| 0     | 70 a 74 | 4     |
| 8     | 65 a 69 | 8     |
| 8     | 60 a 64 | 4     |
| 4     | 55 a 59 | 12    |
| 12    | 50 a 54 | 8     |
| 16    | 45 a 49 | 8     |
| 24    | 40 a 44 | 16    |
| 20    | 35 a 39 | 16    |
| 16    | 30 a 34 | 20    |
| 8     | 25 a 29 | 8     |
| 12    | 20 a 24 | 16    |
| 12    | 15 a 19 | 16    |
| 36    | 10 a 14 | 24    |
| 12    | 5 a 9   | 12    |
| 12    | 0 a 4   | 28    |

## Economia
El 2007 la població en edat de treballar era de 316 persones, 239 eren actives i 77 eren inactives. De les 239 persones actives 209 estaven ocupades (120 homes i 89 dones) i 29 estaven aturades (9 homes i 20 dones). De les 77 persones inactives 18 estaven jubilades, 28 estaven estudiant i 31 estaven classificades com a «altres inactius».

### Ingressos
El 2009 a Grumesnil hi havia 164 unitats fiscals que integraven 438,5 persones, la mediana anual d'ingressos fiscals per persona era de 15.205 €.

### Activitats econòmiques
Dels 11 establiments que hi havia el 2007, 2 eren d'empreses de fabricació d'altres productes industrials, 2 d'empreses de construcció, 2 d'empreses de comerç i reparació d'automòbils, 1 d'una empresa de transport, 1 d'una empresa d'hostatgeria i restauració, 1 d'una empresa d'informació i comunicació, 1 d'una empresa de serveis i 1 d'una empresa classificada com a «altres activitats de serveis».
Dels 2 establiments de servei als particulars que hi havia el 2009, 1 era un taller de reparació d'automòbils i de material agrícola i 1 fusteria.
L'únic establiment comercial que hi havia el 2009 era una carnisseria.
L'any 2000 a Grumesnil hi havia 16 explotacions agrícoles que ocupaven un total de 814 hectàrees.

## Poblacions més properes
El següent diagrama mostra les poblacions més properes.